# King William County
King William County är ett administrativt område i delstaten Virginia, USA. År 2010 hade countyt med 15 935 invånare. Den administrativa huvudorten (county seat) är King William. 

## Geografi
Enligt United States Census Bureau så har countyt en total area på 740 km². 713 km² av den arean är land och 26 km² är vatten.      

### Angränsande countyn
- Caroline County - nordväst
- King and Queen County - nordost
- New Kent County - syd
- Hanover County - sydväst